# Dercilo
Dercilo (Δερκύλος / Derkýlos; o Δέρκυλλος / Dérkyllos) fue un escritor griego del siglo II a. C. nacido en Argos.
Aristófanes lo cita en Las avispas.
Escribió Σατυρικά, tal vez un tratado sobre el drama satírico, tal vez una colección de fábulas de sátiros, o tal vez un tratado sobre ellas; no se han conservado más que algunos fragmentos.
Plutarco, Ateneo y otros hicieron mención de estas otras obras de Dercilo:
- Argólica o Sobre Argos (Ἀργολικά)
- Itálica o Sobre Italia (Ἰταλικά)[1]
- Etólica o Sobre la Etolia (Αἰτολικά).[2]
- Creación del Mundo (Κτίσεις).[3]
- Sobre las montañas (Περὶ ὀρῶν).
- Fundaciones de ciudades.
- Sobre las piedras (Περὶ λίθων).